# Ryszard Tylman
Ryszard (Richard) Tylman (ur. 30 stycznia 1952 r. w Krakowie) – poeta, eseista, tłumacz, artysta malarz. Studiował na Wydziale Malarstwa i Scenografii Akademii Sztuk Pięknych w Krakowie i na Wydziale Architektury Politechniki Krakowskiej. Współtwórca studenckiej jednodniówki poetyckiej Skarpa. Od 1982 roku mieszka w Vancouver w Kanadzie. Profesjonalnie związany z przemysłem graficznym. Nagrodzony Pierwszą Nagrodą w dziedzinie ilustracji w konkursie Graphex Stowarzyszenia Grafików Kanadyjskich w 1991 roku.

## Twórczość

### Poezja
- Koty marcowe (Warszawa: "Wydawnictwo Nowy Świat", 2002) ISBN 83-88576-94-1
- Imaginary Lovers, and Other Poems (Vancouver: "Aspidistra Press", 2001)
- Living Inside the Moving Landscape / Żyjąc w ruchomym pejzażu (Vancouver: "Aspidistra Press", 2000)
- Wax Poetics (Vancouver: "Aspidistra Press", 2000)
- Privilege / Przywilej (Vancouver: "Aspidistra Press", 1999)
- Selections From an Old Shoebox (Vancouver: "Aspidistra Press", 1998)

### Antologie
- Nowa Huta: Okruchy życia i meandry historii - Album (Kraków: "Wydawnictwo Towarzystwo Słowaków w Polsce", 2003) ISBN 83-89186-67-5
- Strumień Rocznik twórczy  (Vancouver 1999, nr 1, ISSN 1488-8513)
- Strumień Rocznik twórczy  (Vancouver 2000, nr 2, ISSN 1488-8513)

### Eseje
- Z duchem czasów (Vancouver: "Takie Życie" 2005-09-03, nr 518)
- Wieczyste rzeki i góry Jana Pawła II (Vancouver: "Takie Życie" 2005-04-30, nr 500)
- O sprawach narodowej pamięci (Vancouver: "Takie Życie" 2004-07-17, nr 459)
- Ostrożnie z wielkimi symbolami (Vancouver: "Takie Życie" 2004-06-12, nr 454)
- Tragedia wierszowanego słowa (Vancouver: "Takie Życie" 2004-05-15, nr 450)
- Nieprzypisany przywilej (Vancouver: Strumień" 2000, nr 2)